# Смирнов Костянтин Олександрович (єпископ)
Смирнов Костянтин Олександрович  (1888, м. Руза Московської губернії - 1941, Івдельлаг) - видатний діяч обновленського руху, в якому був митрополитом Ярославським і Коломенським.
Народився в сім'ї юриста, дворянин. Батьки: надвірний радник Олександр Кирилович Смирнов і Євгенія Олександрівна фон Кюстерн. Старший брат академіка АПН СРСР, психолога Анатолія Олександровича Смирнова.

## Освіта
Закінчив Вітебську гімназію, історико-філологічний факультет Харківського університету, спеціалізувався в галузі філософії (удостоєний золотої медалі за твір з метафізики душі). Брав участь у діяльності наукового Історико-філологічного товариства, виступав з проповідями в університетському храмі в Харкові. Магістр філософії. Магістр богослов'я.

## Служіння, арешт
Став одним з лідерів обновленської групи - Союзу «Церковне відродження» (СЦВ), очолюваній єпископом Антоніном (Грановським). Після згортання діяльності СЦВ приєднався до основного обновленського руху, увійшовши в юрисдикцію його Синоду. У 1927-1929 - професор Ленінградського Богословського Інституту, читав філософію і літургіку.
В травні 1936 був арештований, проходив по одній справі з іншим обновленським ієрархом Олександром Боярським. Був засуджений до трьох років позбавлення волі, перебував в ув'язненні в Ухтпечлазі в селищі Чіб'ю (Воркута).

## Повторний арешт, смерть
Після звільнення в 1939 р. і до арешту працював плановиком в артілі «Червоний молот», проживав у м. Суми . Арештований 25 червня 1941 як соціально-небезпечний елемент. Йому було пред'явлено звинувачення в тому, що він, нібито, прибувши  з місць позбавлення волі, почав відновлювати колишні зв'язки серед духовенства і церковників. 16 липня 1941 попереднє слідство у справі було закінчено, а справу направлено на розгляд Особливої Наради, але у зв'язку з обстановкою воєнного часу кримінальну справу Особливою Нарадою при НКВС СРСР розглянуто не було. Смирнов К. О. у зв'язку з військовою обстановкою був евакуйований у Свердловську область. 8 жовтня 1941 прибув до Івдельлагу Харківським етапом, а 28 листопада 1941 р. помер від призупинення серцевої діяльності. 